# Fenilalanin
A fenilalanin egy aminosav, melynek α-helyzetű szénatomjához egy benzil oldallánc kapcsolódik. 

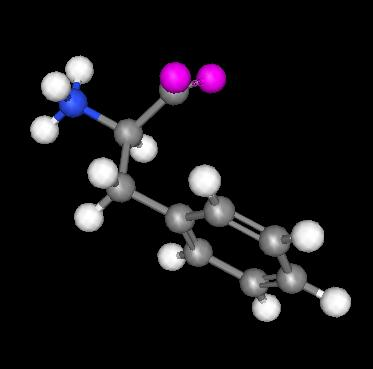
Az -fenilalanin 3D modellje

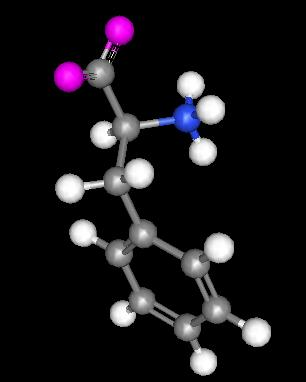
A -fenilalanin 3D modellje

Az l-fenilalanin (l-Phe) a fehérjéket alkotó 22 aminosav egyike. Enantiomer párja a 
d-fenilalanin (
d-Phe), mesterségesen állítható elő.
(Érdekes megemlíteni, hogy a fehérjealkotó l-Phe keserű ízű, a 
d-Phe pedig édes.)
Esszenciális aminosav, vagyis nem rendelkezünk az előállításához szükséges enzimekkel, a táplálékból kell felvennünk. Megtalálható a fehérjékben, például a tej kazeinje. Antidepresszáns és fájdalomcsillapító hatása miatt táplálékkiegészítőként is forgalmazzák.
Az l-fenilalanin (l-Phe) szubsztrátja a Phe-hidroxiláz enzimnek, mely enzim a Phe aromás oldalláncát hidroxilálja, így képez l-para-tirozint (l-p-Tyr), amely, amellett, hogy szintén fehérjealkotó aminosav, a pajzsmirigyhormonok, a melaninpigmentek, a katekolamin hormonok előanyaga. A Phe-hidroxiláz nem képes a 
d-Phe-t felhasználni. A Phe aromás oldallánca szabad gyökös reakciókban is módosulhat, ekkor a para- (p-) izoforma mellett meta- (m-) és orto-tirozin (o-Tyr) is képződik. Mivel az l-p-Tyr enzimatikusan is képződhet, a másik két sztereoizomer, illetve a 
d-Phe-ból képződő 
d-p-Tyr, 
d-m-Tyr, 
d-o-Tyr használhatók szabad gyökös folyamatok markereként.
A fenilketonuria (PKU) betegségben szenvedőknél hiányzik vagy nem működik a Phe-hidroxiláz enzim. Ennek hiányában a Phe hidroxileződés helyett lassú transzaminálódáson megy keresztül, aminek a terméke a fenilpiroszőlősav, amely vagy a jellegzetes illatú fenilecetsavvá dekarboxileződik vagy feniltejsavvá redukálódik. Ők nem fogyaszthatnak fenilalanint, illetve fenilalanin-forrást jelentő anyagokat (például Aspartam/Nutra Sweet).

## Bioszintézis

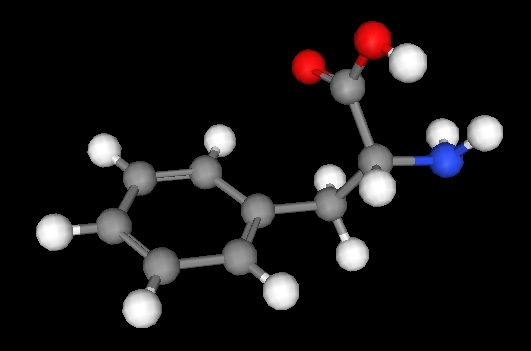
Fenil-alanin